# 烏爾奇人
烏爾奇人（俄语：或），又譯乙支人或烏里奇人，自稱“那尼”（乌尔奇语：Нāн̕и），是俄罗斯远东先住居民的一支，90%以上分布於俄羅斯聯邦哈巴罗夫斯克边疆区的烏爾奇區。根據俄聯邦2021年的統計，人口為2472人。俄羅斯聯邦2002年人口普查結果是所謂的不薙髮黑斤，赫哲族的一支。
烏爾奇語屬于满-通古斯語系的南通古斯语族的赫哲语支。俄羅斯人說乌尔奇人是黑龍江最下游的那乃人。人类学家有时將乌尔奇人与尼夫赫人列蒙古人种黑龙江库页型。